# Samuel Capricornus
Samuel Capricornus (Zercice, prop de Mladà Boleslav, Moràvia, 21 de desembre de 1628 - Stuttgart, Alemanya, 10 de novembre de 1665), fou un mestre de cant i compositor txec.
De la seva curta vida només se'n sap, que va exercir de professor de i que entre els seus alumnes hi tingué el també compositor i violinista francès, Johann Fischer (1650-1721), i una petita llista d'algunes obres que va compondre.

## Obres
- Raptus Proserpina; (Stuttgart, 1662)
- Opus Aureum Missarum ad 6, 10 et 12; (Frankfurt, 1670)
- Sonus redactus cum Basso ad Organum; (Frankfurt, 1670)
- Neu-angestimante und erfreuliche Tafel_musick mit, 2, 3, 4 und 5 vokalstimmemen und Basso continuo: (Frankfurt, 1670)
- Theatri musici pars prima auctior et correctior; (Wurzburg, 1670)
- Continuiste neu-angestimante und erfrenliche Tafel-Musik: (Dillingen, 1671)